# Perácido

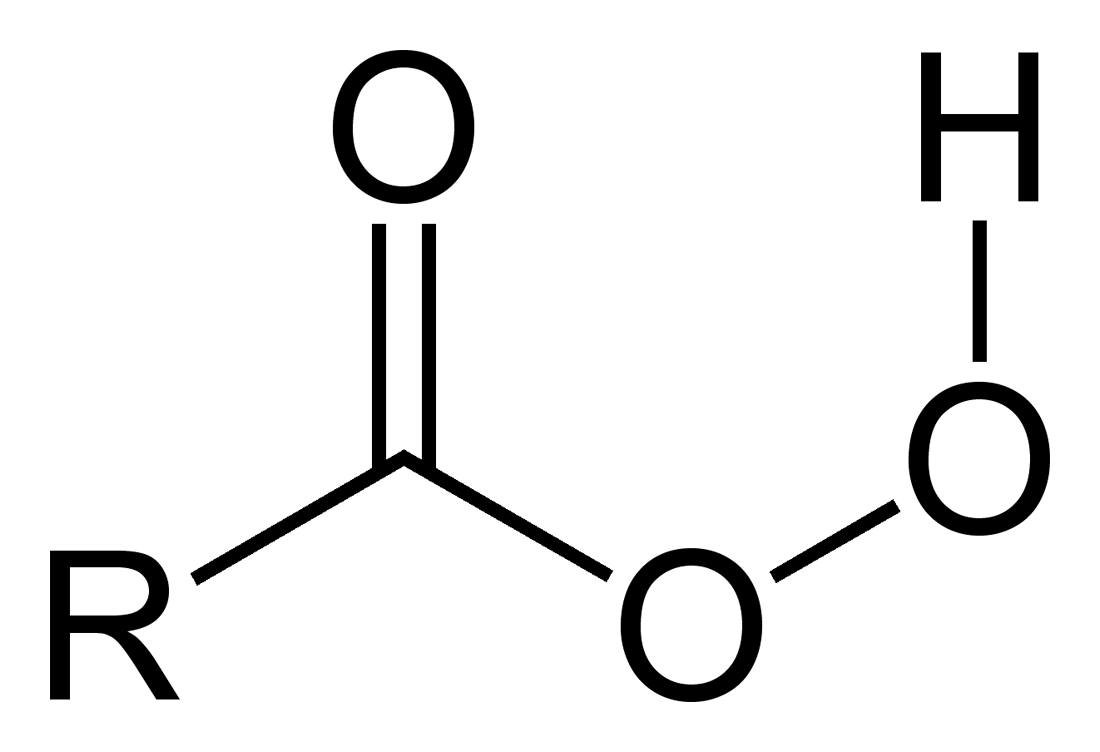
perácido geral

Os perácidos (ou peroxiácido) são um grupo funcional é um ácido que contém um grupo -OOH ácido.  Eles são geralmente oxidantes fortes e alguns perácidos orgânicos são úteis comercialmente.

## Síntese de perácidos orgânicos
Os perácidos orgânicos (com carbono) podem ser preparados de várias maneiras. O método mais comum é a reação do ácido carboxílico com peróxido de hidrogênio:
RCO2H + H2O2 ⇌ RCO3H + H2O
Uma reação relacionada envolve o tratamento do anidrido carboxílico:
(RCO) 2O + H2O2 → RCO3H + RCO2H
Este método é popular para a conversão de anidridos cíclicos nos monoperoxiácidos correspondentes, por exemplo, ácido monoperoxiftálico.
O terceiro método envolve o tratamento de cloretos de ácidos:
RC (O) Cl + H2O2 → RCO3H + HCl
o ácido meta-cloroperoxibenzoico (mCPBA) é preparado dessa maneira.
Outro método relacionado começa com o peroxianidrido.
Os aldeídos aromáticos podem ser auto-oxidados para fornecer ácidos peroxicarboxílicos:
Ar-CHO + O → Ar-COOOH (Ar = grupo aril)
Os produtos, no entanto, reagem com o aldeído inicial formando o ácido carboxílico:
Ar-COOOH + Ar-CHO → 2 Ar-COOH

## Propriedades e usos
Em termos de acidez, os ácidos peroxicarboxílicos são cerca de 1000 vezes mais fracos que o ácido carboxílico original, devido à ausência de estabilização por ressonância do ânion. Por razões semelhantes, seus valores de pKa também tendem a ser relativamente insensíveis aos substituintes.
O uso mais comum de peróxidos orgânicos é a conversão de alcenos em epóxidos, a reação de Prilezhaev. Outra reação comum é a conversão de cetonas cíclicas nos ésteres em anel expandido usando perácidos na oxidação de Baeyer-Villiger. Eles também são usados para a oxidação de aminas e tioéteres em óxidos e sulfóxidos de amina. O reagente mais utilizado é o ácido meta-cloroperbenzoico.
A reação de ácidos peroxicarboxílicos com cloretos ácidos fornece peróxidos de diacil:
RC(O)Cl + RC(O)O2H → (RC (O))2O2 + HCl
A tendência oxidante dos peróxidos está relacionada à eletronegatividade dos substituintes. Os peróxidos eletrofílicos são agentes de transferência de átomos de oxigênio mais fortes. A tendência dos doadores de átomos de oxigênio se correlaciona com a acidez da ligação O-H. Assim, a ordem do poder oxidante é CF3CO3H> CH3CO3H> H2O2.